# 埃塞俄比亚野姜
埃塞俄比亚野姜（Siphonochilus aethiopicus）俗称非洲姜，是姜科的一种开花植物。它在撒哈拉以南非洲地区用于传统医药，由于过度采伐而濒临灭绝。

## 描述
埃塞俄比亚野姜（Siphonochilus aethiopicus）是姜科的一种开花落叶植物。它最初由格奥尔格·奥古斯特·施维因富特描述，现名由布莱恩·劳伦斯·伯特命名。该属名源于“siphoni”和“chilus”，两者均指管状，指的是花的形状。而“aethiopicus”则是指“非洲”的古语。
埃塞俄比亚长尾鲛原产于西非和南非，由于过度采伐目前其分布范围约为其历史分布范围的10%。该物种可以在林地、林草地和灌木丛中找到。
埃塞俄比亚野姜具有宽大且呈浅绿色的披针形叶片，其南非品种的花朵为白色或粉色，而尼日利亚品种的花朵则为紫色。它的花朵呈漏斗状，自地面生长。该植物每年会从地下细小的根茎中重新长出，最高可达约60（24英寸）。在其通常仅持续一天的短暂开花期后，便会结出小果实。

## 人类利用

### 药用
埃塞俄比亚野姜在撒哈拉以南非洲地区被广泛应用于传统医学，《非洲草药药典》将其认定为该地区51种最具重要性的药用植物之一。其根茎可用于治疗咳嗽、流感、疼痛、炎症及疟疾等病症，有时也被用作避孕茶。此外根茎和叶可用于缓解痛经。其提取物还用于一些商业药物，包括治疗哮喘和过敏的药物。
2021年的一项文献综述指出，该根茎具备“抗哮喘、抗炎及抗疟原虫”的特性，同时展现出有限的抗菌作用。其根部和根茎中含有丝状菌酮和桉叶油醇，这些成分已被应用于哮喘和过敏症的治疗，其提取物中含有“天然抗炎介质”。然而关于该植物在传统医学中实际疗效的研究仍然较为稀缺。
由于过度采摘，该植物被认定为极度濒危。.尽管该植物可以通过人工方式进行种植，但一些传统医学专家认为只有野生植物才具备真正的药用价值。在南非林波波省的部分市场上，埃塞俄比亚野姜是按重量计算最昂贵的植物，2011年的价格可高达每千克800南非兰特。

### 其他用途
在南非，埃塞俄比亚野姜用于精神疗愈和抵御邪灵，此外祖鲁人用它来抵御雷击和蛇咬。该植物有时还用作香料或调味品，其油可用于制作香水。